# Crnorepi prerijski pas
Crnorepi prerijski pas (lat. Cynomys ludovicianus) je glodavac iz porodice Sciuridae. Živi u nekim velikim ravnicama Sjeverne Amerike u Kanadi, SAD-u i Meksiku.

## Opis
Crnorepi prerijski pas općenito je prekriven tamnijim bojama, sa svjetlijom bojom trbuha. Repovi imaju crne krajeve. Odrasli mogu težiti od 0,68 do 1,4 kg, mužjaci su obično teži od ženki. Duljina tijela je obično od 36 do 43 cm s 7,6 do 10 cm repa.
Najčešće predatori crnorepog prerijskog psa su kojoti, američki jazavci, crveni ris, suri orao, njorka jastrebovi, crvenorepi jastrebovi i čegrtuše. Iako su sada vrlo rijetki crnonogi tvor je nekoć bilo glavni predator u crnorepog prerijskog psa.
Za razliku od nekih drugih prerijskih pasa, ova životinja ne hibernira tijekom cijele zime. Crnorepi prerijski pas može se vidjeti iznad zemlje usred zime.

## Rasprostranjenost
Povijesni raspon crnorepog prerijskog psa je od južnih dijelova kanadske provincije Saskatchewan do meksičke savezne države Chihuahue. Područje obuhvaća dijelove Montane, Sjeverne Dakote, Južne Dakote, Wyominga, Colorada, Nebraske, Kansasa, Oklahome, Utaha, Arizone i Novog Meksika.  Od 2007. godine crnorepi prerijski psi pojavljuju se diljem svog povijesnog raspona, isključujući i Arizonu. Međutim populacija je daleko ispod povijesnih razina.

## Prehrana
Crnorepi prerijski pas većinom jede travu koja tijekom ljeta može sačinjavati i više od 75 % njegove prehrane. Vrsta trave se mijenja tijekom godina. Ponekad jede grmlje, podzemno korijenje, osobito tijekom zime, manje životinjice poput skakavca, te izmet američkog bizona.